# ルートヴィヒ・フォン・ミーゼス
ルートヴィヒ・フォン・ミーゼス（Ludwig Heinrich Edler von Mises、1881年9月29日 - 1973年10月10日）は、オーストリア＝ハンガリー帝国出身の経済学者であり、オーストリア学派を代表する人物の一人と見なされており、現代自由主義思想に大きな影響を及ぼした。著名な弟子にフリードリヒ・ハイエクがいる。

## 略歴
- 1881年 オーストリア・ハンガリーのレンベルク（ランベルグともいう。現・ウクライナのリヴィウ）に生まれる。父アルトゥールは金融・鉄道の事業で成功し、貴族になった。
- 1900年 ウィーン大学で法学を学ぶ
- 1903年 カール・メンガー『経済学原理』により経済学に目を開かれる。
- 1906年 ウィーン大学で法学博士号を取得。
- オーストリア帝国財務省で勤務した。
- 1909年 - 1925年　当時半官であったオーストリア商工会議所に勤務。
- 1913年 - 1938年　ウィーン大学の教授を務めた（別の資料によれば1913年から1934年まで私講師として教えた）。
- 1934年 - 1940年　ジュネーブの上級国際研究所でも教授を務める。
- 1940年 アメリカ合衆国に亡命移住し、戦時中は自由な立場で教育や執筆活動をする。
- 1945年 ニューヨーク大学教授に就く。
- 1969年 退官。
- 1973年 92歳で死去。

## 経済学
古典的自由主義のために広範な著述や講演をおこなった。
- ミーゼスは、オイゲン・フォン・ベーム＝バヴェルクの主観理論を通貨や銀行信用にも適用し、「貨幣と銀行信用の理論」（1912)では、通貨の価格あるいは購買力は、需要と供給によって定まるが、その需要は通貨の直接効用でなく、通貨の購買力によって決定されるという循環論法を解決した[2]。ミーゼスは、通貨への需要は、現在の購買力によって決定されるのではなく、経済主体が過去に経験してきた通貨の購買力に関する知識に基づく。その過去の購買力は、それ以前の購買力に基づく通貨需要によって決定される。こうしたプロセスは、最初に特定の物質（金銀など）が交換媒体として需要された時にまで遡る[2]。このミーゼスの遡及定理は、カール・メンガーによる貨幣発生の進化理論を、過去に適用したものであった[2]。
- 経済計算論争などで計画経済を鋭く批判したことで知られている。ミーゼスは福祉国家など大きな政府は介入主義であり、必ず経済を停滞させるとして過去の事例から批判している。ありとあらゆる種類の市場での現象への干渉行為は干渉の立案者やその支持者が求めている目的を果たせないだけではなく、逆に元の状態よりも悪化した結果と状況を残すだけだと述べている。さらにその非合理的で不適切だと明白になった干渉行為というものを是正しようとするために、干渉の追加で対処しようとすると市場経済が完全に破壊されて社会主義に到るまで干渉を継続させられるとしている。そのため、最終的に第三の道や福祉国家というのは必ず政府の介入の拡大と統制による全体主義を招き、市場経済を着実に社会主義と計画経済体制に転換させるものだと強く批判している。
- ミーゼスは「社会主義ー経済学社会学的研究」(1922)で社会主義やマルクス主義を批判し、当初フェビアン協会的な社会主義者だったハイエク、ヴィルヘルム・レプケ、ライオネル・ロビンズなどを自由主義者へと変えた[3]。ミーゼスはファシズムを左翼に分類した自由主義派[4] の経済学者で、弟子でノーベル経済学賞を受賞したフリードリヒ・ハイエクにはその思想が受け継がれている。ロシア型社会主義(科学的社会主義又は科学的共産主義)が「完全に官僚主義的で全ての工場・商店・農場が形式上国有化されている」のに対して、ドイツ型社会主義ことファシズムとは「もはや企業家は存在せず、企業経営責任者(独:Betriebsführer）のみが存在している。そして、これらの企業経営責任者は全て政府機関の命令に、無条件で服従しなければならない」という生産手段や経営資源の私有を名目上だけ認めている体制だと定義した[5]。
- 貨幣的景気理論も有名である。
- ドイツ西南学派の歴史哲学、特にリッケルト、ディルタイ、ウィンデルバント、マックスウェーバーの研究成果に基づき、オーストリア学派の個人主義的且つ演繹的論理的の方法論を体系化した[6]。夫れは、人間は行為するという命題を最も基本的な公理として出発する。斯命題は疑問の余地のない公理であるから、其処から演繹される命題の全ては、其推論に論理的誤謬がなければ、全て真である[7][8]。
- オスカー・ランゲは、ワルラスの連立方程式体系の解によって、ミーゼスの経済協調の問題は解決していると批判したが、しかし、ヘスース・ウエルタ・デ・ソトは、ランゲの視点は、ミーゼスの動的視点を把握していないと反論した[9]。
- 門下生のイスラエル・カーズナーによる伝記に『ルートヴィヒ・フォン・ミーゼス　生涯とその思想』（イスラエル・M・カーズナー／尾近裕幸訳、春秋社、2013年）がある。

## 評価
ニューヨーク大学とフライブルク大学から名誉博士号を授与された。1962年、オーストリア科学芸術名誉勲章を受賞。1969年には、アメリカ経済学会特別会員に選出された。
ヘンリー・サイモンズは1944年に、ミーズスは存命する最も偉大な経済学者であると評価した。
ミルトン・フリードマンは、ミーゼスはすべての時代を通じての最も偉大な経済学者の一人であるとした。
ライオネル・ロビンズは、社会主義計算論争に関するミーゼスの洞察の正当性は、その後のソ連の歴史において立証されたとし、ミーゼスは、シュンペーターとともに、メンガー、ベームバヴェルク、ヴィーザーの伝統を代弁する存在となり、ハーバラー、ハイエク、マハループ、モルゲンシュタインらの師として、20世紀前半の経済学の歴史における重要人物の1人であると評した。
ノーベル賞を受賞したフランスの経済学者モーリス・アレは、ミーゼスの経済学への貢献はすべて超一級のものだったとする。
ドイツの経済学者ヨルク・グイド・ヒュルスマンは、ミーゼスは20世紀最大の経済学者であるとする。

## 著書
- 1902年 Die Entwicklung des gutsherrlich-bäuerlichen Verhältnisses in Galizien (1772-1848).
- 1912年 Theorie des Geldes und der Umlaufsmittel.
- 1919年 Nation, Staat und Wirtschaft: Beiträge zur Politik and Geschichte der Zeit.
- 1920年 Die Wirtschaftsrechnung im sozialistischen Gemeinwesen.
- 1922年 Die Gemeinwirtshaft: Untersitchungen über den Sozialismus.
- 1923年 Die geldtheoretische Seite des Stabilisierungsproblems.
- 1924年 Theorie des Geldes und der Umlaufsmittel第2版. 東米雄訳『貨幣及び流通手段の理論』実業之日本社, 1949年. 日本経済評論社, 1980年, 2004年（オンデマンド版）
- 1927年 Liberalismus.
- 1928年 Geldwertstabilisierung and Konjunkturpolitik.
- 1929年 Kritik des Interventionismus: Untersuchungen zur Wirtschaftspolitik und Wirtschaftsideologie der Gegenwart.
- 1931年 Die Ursachen der Wirtschaftskrise: Ein Vortrag.
- 1932年 Die Wirtschaftsrechnung第2版
- 1933年 Grundprobleme der Nationalökonomie.
- 1934年 The Theory of Money and Credit（上記Theorie des Geldes und der Umlaufsmittelの英訳）
- 1936年 Socialism（上記Die Gemeinwirtschaftの英訳）
- 1940年 Nationalökonomie: Theorie des Handelns und Wirtschaftens.
- 1940年 Interventionism: An Economic Analysisを執筆（出版されたのは1998年）
- 1940年-1944年 アメリカ亡命を機にウィーン時代を振り返る自伝的文章を執筆
- 1944年 Omnipotent Government: The Rise of the Total State.
- 1944年 Total War and Bureaucracy.
- 1947年 Planned Chaos執筆（1951年のSocialismのエピローグとして掲載されるもの）
- 1949年 Human Action: A Treatise On Economics （上記Nationalökonomie: Theorie des Handelns und Wirtschaftensに基づいての英語版）
- 1951年 Socialism新版
- 1952年 Planning for Freedom: And Other Essays and Addresses.
- 1953年 The Theory of Money and Credit（新たに"Monetary Reconstruction"の章を含む）
- 1956年 The Anti-Capitalistic Mentality.
- 1957年 Theory and History.
- 1960年 Epistemological Problems of Economics（上記Grundprobleme der Nationalökonomieの英訳）
- 1962年 The Ultimate Foundation of Economic Science. 村田稔雄訳『経済科学の根底』日本経済評論社, 2002年
- 1962年 The Free and Prosperous Commonwealth（上記Liberalismusの英訳）
- 1963年 Human Action第2版
- 1966年 Human Action第3版. 村田稔雄訳『ヒューマン・アクション』春秋社, 1991年
- 1978年 Notes and Recollections. 上記の自伝的文章
- 1979年 Economic Policy: Thoughts for Today and Tomorrow. 村田稔雄訳『自由への決断—今日と明日を思索するミーゼスの経済学』広文社, 1980年. 同パブリックドメイン版、2015年、1959年に行ったアルゼンチン旅行の際の講演記録
- 1998年 Interventionism: An Economic Analysis（上記1940年の著作）
- 2006年 Marxism Unmasked: From Delusion to Destruction. 赤塚一範訳『マルクス主義の正体―人類を破滅させる妄想体系』学術研究出版, 2023年、1952年にサンフランシスコ公共図書館会議室で行われた講義の記録
- ミーゼスの殆どの著書は mises institute から無料ダウンロードできる。